# Papplewick
Papplewick – wieś w Anglii, w hrabstwie Nottinghamshire, w dystrykcie Gedling. Leży 12 km na północ od miasta Nottingham i 186 km na północny zachód od Londynu. Miejscowość liczy 620 mieszkańców.